# یونس جعفری
سید محمد یونس جعفری (۱۳۰۹–۱۳۹۵)پژوهشگر ادبیات فارسی، استاد دانشگاه و ایران‌شناس هندی بود. او برای تصحیح و شرح کلیات صائب تبریزی برگزیدهٔ اولین دورهٔ جشنوارهٔ بین‌المللی فارابی شد.

## زندگی و تحصیلات
پروفسور یونس جعفری در 27 سپتامبر 1930 برابر با 5 مهرماه 1309 در یک خانواده اصیل و قدیمی دهلی در خانه ای به دنیا آمد که تا آخر عمر در کنار برادر و خویشاوندانش در آن زیست و این خانه در نزدیکی ترکمان دروازه در بخش قدیمی دهلی قرار داشت. اجداد دکتر از معلمّان فارسی در قلعه سرخ دهلی بودند که دربار و دارالحکومه بود. پدر استاد جعفری حروفچین چاپخانه ای در محلّۀ بهارگنج بود و با آنکه از وضع مالی خوبی برخوردار نبود، به تحصیل فرزندانش اعم از پسر و دختر اهمیّت میداد.
دکتر یونس جعفری پس از اتمام دوره تحصیل در مدرسه، چندی بیکار بود ولی امیدوار بود که بتواند در کالج دهلی ادامه تحصیل دهد. استاد فارسی کالج دهلی منصور حسین موسوی، این جوان علاقه مند را در کالج پذیرفت و او از آموزش رایگان و امکانات کالج برخوردار شد و در سال 1962 (1341ش) برای تکمیل آموزش زبان فارسی به ایران اعزام شد. او در تهران به فراگیری زبان فارسی در دانشگاه بسنده نکرد و میان عامه مردم می رفت و با اقشار مردم نشست و برخاست می کرد. به همین خاطر می توانست به لهجۀ اهالی تهران صحبت کند و بسیاری از اصطلاحات و امثال رایج طبقات مختلف جامعه ایرانی را از بر بود و با شوخ طبعی آنها را به کار می برد. او در ایّام اقامت در تهران با دختری به نام منیژه آشنا شد و قرار گذاشتند که او به دکتر جعفری فارسی بیاموزد و دکتر به او انگلیسی یاد دهد؛ ولی کم کم دلباختۀ هم شدند ولی به دلایلی ناکام ماندند و دکتر یونس جعفری پس از اتمام دوره آموزشی، به دهلی بازگشت و به دلیل شکست عشقی و مشکلات خانوادگی هیچگاه ازدواج نکرد.
  او پس از بازگشت به هند، استاد بخش فارسی کالج دهلی شد که دیگر دانشگاه ذاکرحسین خوانده می شد. بسیاری از استادان فعلی زبان فارسی هند، این زبان را از دکتر یونس جعفری آموختند. کلاس درس او فقط به آموزش زبان اختصاص نداشت؛ بلکه دانشجویان را با تاریخ و فرهنگ ایران هم آشنا می کرد. دکتر جعفری در سال 1995 (1374ش) بازنشسته شد. او چند بار دیگر به دعوت دانشگاه ها به ایران سفر کرد. او سالهای متمادی و به طور منظم با مجلّاتی که قبل و بعد از انقلاب اسلامی توسّط خانه فرهنگ ایران در دهلی منتشر می شد، همکاری می کرد و مقالاتی برای مجلّات و روزنامه های ایران می فرستاد و در بیشتر همایش های مربوط به تاریخ تیموری هند و ادبیات فارسی و هندی شرکت می کرد.
  دکتر یونس جعفری با مهارتی که در زبان های انگلیسی و فارسی داشت، یکی از تواناترین مترجمان آثار فارسی به انگلیسی به شمار می آمد. او در اواخر عمر مشغول تصحیح ترجمه ای فارسی از حماسۀ رامایانا بود

دکتر یونس جعفری صبح روز 8 شهریور ماه 1395 در سن 86 سالگی در دهلی بدرود حیات گفت.

## آثار
- تصحیح و گردآوری ادبیات پراکندة صائب تبریزی تحت عنوان «کلام صائب» جلد اول مشتمل بر ردیف الف و ب، چاپ تونک راجستان، ۱۹۸۲م.
- تصحیح و ترتیب کتاب «پادشاه نامه» تاریخ عهد شاهجهان، تألیف محمد وارث، زیر چاپ
- تصحیح و ترتیب «مثنوی ابوطالب کلیم دربارة تاریخ هند» زیر چاپ.
- تصحیح و ترتیب دیوان صائب، جلد دوم زیر چاپ
- ترجمة کتاب فرهنگ برهنگی و برهنگی فرهنگ تألیف دکتر غلامعلی حداد عادل، ۱۹۸۵م.
- ترجمه کتاب ماشین در اسارت ماشینیسم، تألیف دکتر علی شریعتی ۱۹۸۵م.
- رامایانا نسخة منظوم سرودة گرو هرداس، خانه فرهنگ ج.ا. ایران، دهلی نو، ۲۰۰۸ م
- صائب تبریزی، انتشارات بنیاد موقوفات دکتر محمود افشار 1389
- ارمغان ادبی: پژوهش هایی در ادبیات فارسی هند، انتشارات بیناد موقوفات دکتر محمود افشار 1376